# Альпаково
Альпаково — деревня в Фировском районе Тверской области. Входит в состав Великооктябрьского сельского поселения.

## География
Деревня находится на берегу реки Цна, на межрайонной автодороге «Великооктябрьский — Трестино — Жданово», на расстоянии 2 км к югу от посёлка городского типа Фирово, административного центра района.

### Часовой пояс
Деревня Альпаково, как и вся Тверская область, находится в часовой зоне МСК (московское время). Смещение применяемого времени относительно UTC составляет +3:00.

## История
Входила в состав Кузнецовской волости Вышневолоцкого уезда. В 1859 году в деревне насчитывалось 15 дворов, проживало 125 жителей. По данным 1886 года — 32 двора, 199 жителей.

## Население
| 2010 |
| ---- |
| 38   |